# La Ferme de Porky
Pour plus de détails, voir Fiche technique et Distribution.
La Ferme de Porky (Porky's Poultry Plant) est un court métrage d'animation de la série américaine Looney Tunes réalisé par Frank Tashlin, produit par les Leon Schlesinger Productions et sorti en 1936.